# Helius (Rhamphidioides) alluaudi
Helius (Rhamphidioides) alluaudi is een tweevleugelige uit de familie steltmuggen (Limoniidae). De soort komt voor in het Afrotropisch gebied.